# Talila (Pöide)
Talila – wieś w Estonii, w prowincji Sarema, w gminie Pöide.